# Беллангревиль, Жоашен де
Жоашен де Беллангревиль (фр. Joachim de Bellengreville; ум. 15 марта 1621), сеньор де Нёвиль-Гамбес — французский придворный и военный деятель.

## Биография
Третий сын Мелькиора де Беллангревиля, сеньора дез Аллё (des Alleux), и Антуанетты Левассёр.
Мелькиор де Беллангревиль был лейтенантом отряда из тысячи пехотинцев, которым командовал его дядя сьёр де Сент-Обен. У него было четверо детей: Никола, сеньор дез Аллё и де Беан (Behen), дворянин в штате герцога Алансонского и Анжуйского, Жан, сеньор де Ла-Кур-дю-Буа, Жоашен и Изабо.
Жоашен де Беллангревиль был сеньором де Клош, Бутиньи, Абондан, Бувенкур, Мон, Монтан, Бретель, Беан, Бюльё, Линьер, Латенвиль и Мези, членом Государственного и Тайного королевских советов, губернатором Ардра и Мёлана.
1 июля 1586 получил патент кампмейстера старых Камбрейских знамён, преобразованных позднее в Камбрейский полк. В 1589 году получил под командование сотню шеволежеров. В 1590 году прославился двухмесячной обороной Мёлана от войск Католической лиги, описанной в 98-й книге «Истории» Де Ту.
В 1597 году стал государственным советником, в следующем году получил должности губернатора и капитана Ардра. 20 апреля 1604 был назначен великим прево Франции.
31 декабря 1619 был пожалован в рыцари орденов короля.
По словам Тальмана де Рео, «он был служилым человеком, но не умел читать».

## Семья
1-я жена: Клод де Марикур, дочь Жана де Марикура, барона де Муши-ле-Шателя, первого виночерпия короля, рыцаря ордена короля, и Рене дю Кенель, придворной дамы герцогини Лотарингской, вдова Никола Руо, маркиза де Гамаша
2-я жена: Мари де Лану (1595—1652), дочь Оде де Лану, сеньора де Монтрёя, и Мари де Ланнуа, внучка Лану «Железной руки», вдова Луи де Пьер-Бюфьера, сеньора де Шамбре. Третьим браком вышла за Понса де Лозьер-Кардайяка, маркиза де Темина, маршала Франции
Оба брака были бездетными и Жоашен де Беллангревиль назначил наследниками детей своего кузена Антуана Беллангревиля (прижизненная дарственная 17.08.1615 и завещание 15.03.1619).